# Золотов Іван Данилович
Іван Данилович Золотов (нар. 1915, село Ново-Азарівка, тепер Смоленської області, Російська Федерація — ?) — радянський діяч, новатор виробництва, шахтар, помічник начальника дільниці шахти № 1 тресту «Артемвугілля» Приморського краю. Депутат Верховної Ради СРСР 2-го скликання.

## Біографія
Народився в бідній селянській родині. Батько загинув на фронтах Першої світової війни.
До 1933 року працював у власному сільському господарстві. Потім працював стрілочником та черговим по залізничній станції Завольне Московсько-Київської залізниці.
У 1936—1938 роках — у Червоній армії, служив у частинах Особливої Червонопрапорної Далекосхідної армії.
З 1938 року — кріпильник шахти № 1 міста Артем Приморського краю. З 1942 року — гірничий майстер шахти № 1 тресту «Артемвугілля» міста Артем Приморського краю.
Член ВКП(б).
З 1944 по 1945 рік навчався на гірничих курсах.
З 1945 року — помічник начальника дільниці «Капітальний-захід» шахти № 1 тресту «Артемвугілля» міста Артем Приморського краю.